# Slave Labor Graphics
Slave Labor Graphics ou SLG est éditeur indépendant américain de bandes dessinées, comics, graphics novels, art book...

## Histoire
Slave Labor Graphics a été créé en 1986 par Dan Vado.
À partir de 2005, Slave Labor Graphics a exploité plusieurs licences de The Walt Disney Company (Gargoyles, ...).